# Jason Gervais
Jason Gervais, född 18 januari 1976, är en friidrottare från Kanada. Han deltog vid olympiska sommarspelen 2000.